# Planetes
Planetes (japoneză: プラネテス) este un serial de anime japonez regizat de Gorō Taniguchi și produs de Sunrise. Are 26 episoade. A avut premiera la 4 octombrie 2003. A primit Premiul Seiun pentru cel mai bun serial SF.

## Prezentare
Povestea are loc în anul 2075 și urmărește un grup de astronauți de la Stația Spațială Tecnora din secția deșeurilor cunoscută ca „Semi” (fiindcă este un grup cu jumătate de personal din cauza reducerii bugetului). Misiunea acestui grup este de a colecta deșeurile spațiale care interferează cu activitățile aeronautice de pe Pământ.
După accidentul navei de pasageri Alnail-8 în anul 2068, problema gunoiului spațial a devenit de o mare importanță; sateliți artificiali de doi bani, rezervoare abandonate de navete, deșeuri provenite de la construcția stațiilor spațiale. Toate aceste deșeuri se rotesc în jurul Pământului la viteze de aproximativ 8 km/s. Impactul dintre aceste obiecte cu o navă spațială ar putea provoca un accident grav. Pentru a preveni o nouă tragedie s-a considerat necesară supravegherea și strângerea deșeurilor.
În viitorul în care are loc acest serial, oamenii au colonizat Luna și au ajuns pe Marte în anul 2058. Din această cauză a apărut o organizație teroristă denumită "Frontul de apărare spațială" care se opune ca omul să colonizeze și să contamineze alte planete. În multe episoade apar mulți antagoniști membri ai acestei organizații.

## Personaje
- Hachirota Hoshino (星野 八郎太 Hoshino Hachirōta?): cu porecla „Hachimaki” (în japoneză „bandă pentru păr”, fiindcă el mereu poartă pe cap o bandă în misiunile sale spațiale, aceasta îl ajută să se concentreze) este unul dintre protagoniști. Lucrează la strângerea gunoiului de 4 ani, împreună cu tovarășii săi Fee Carmichael și Yuri Mihairokoh, dar el mereu a visat să aibă propria sa navă spațială. Curând va descoperi că așa  ceva nu este posibil și că lucrurile le obțin doar cei care pot. Mai târziu, Hachimaki se va simți foarte atașat de nava care îl va duce la Jupiter, Wernher Von Braun, numită de el „nava mea”. Aceasta se exprimă fatal în afacerile sentimentale, dar Tanabe îl înțelege perfect.

- Ai Tanabe (田名部 愛 Tanabe Ai?): este o fată care se alătură Secției Deșeurilor. La început Hachimaki i se pare antipatic, deoarece acesta nu este de acord în nimic, dar la urmă vor simți o mare afecțiune reciprocă. Inițial este rezervată, prudentă și timidă, dar sfârșește prin a fi foarte hotărâtă pentru a efectua ceea ce se propune, utilizându-și ideea că dragostea aranjează totul, și fără dragoste nimeni nu ar putea să existe, și nimeni nu vrea să trăiască nici să moară singur. La sfârșitul istoriei, când nava Von Braun este atacată de teroriști numiți „Frontul Apărării Spațiului”, Tanabe suferă o hipoxie din cauza lipsei de aer în costumul său și funcțiile sale motorii sunt foarte afectate, dar poate să se recupereze. Jucând un joc de cuvinte cu Hachimaki, el trebuie să înceapă un cuvânt cu „cas-”, și ea răspunde „hai să ne căsătorim”.

- Fee Carmichael: căpitanul navei DS-12 Toy Box, nava secțiunii Semi-ului. S-a născut în Richmond, Virginia, Statele Unite ale Americii. Este o femeie foarte protectoare cu membrii grupului său. La birou mereu fumează într-o cabină. Este foarte calculatoară, inteligentă, dar cu un defect, este o fumătoare iremediabilă, și după ce ea a combătut împotriva unei nave a teroriștilor, reușește să fumeze o țigară după 4 zile fără să fumeze. În navele spațiale există foarte puține locuri pentru a fuma, care o scoate pe Fee din țâțâni.

- Yuri Mihairokoh (Юрий Михалков): este un astronaut rus care s-a convertit în recuperator de deșeuri doar pentru a recupera busola soției sale, decedată în accidentul navei Alnail 8. Când în sfârșit găsește busola, și cu ajutorul fratelui mic al lui Hachimaki și după 6 ani de căutări, reflexionează serios despre demisia sa, fiindcă misiunea sa este îndeplinită. Până la urmă rămâne în grup pentru că gândește că deja nu este legat cu trecutul său și poate să-și decidă viața, orbită de durerea morții soției sale. Este responsabil pentru îngrijirea și pentru întreținerea animalelor care se situează pe „seven” (ISPV 7), stația spațială dinspre unde încep misiunile lor de recuperatori

## Episoade
Episoadele serialului Planetes sunt numiți „faze”.
| #  | Titlu                                                                                    | Premiera          |
| -- | ---------------------------------------------------------------------------------------- | ----------------- |
| 1  | „În exosferă” „Taiki no Soto de” (大気の外で)                                            | 4 octombrie 2003  |
| 2  | „Ca un vis” „Yume no Yō na” (夢のような)                                                 | 11 octombrie 2003 |
| 3  | „Orbită de întoarcere” „Kikan Kidō” (帰還軌道)                                           | 18 octombrie 2003 |
| 4  | „Profesionale” „Shigoto Toshite” (仕事として)                                            | 25 octombrie 2003 |
| 5  | „Du-mă la Lună” „Furai Mī Tu Za Mūn” (フライ·ミー·トゥ·ザ·ムーン)                        | 1 noiembrie 2003  |
| 6  | „Veverițe zburătoare în Lună” „Tsuki no Musasabi” (月のムササビ)                         | 8 noiembrie 2003  |
| 7  | „Fata extraterestră” „Chikyūgai Shōjo” (地球外少女)                                      | 15 noiembrie 2003 |
| 8  | „Un loc pentru a se sprijini” „Yorubeki Basho” (拠るべき場所)                            | 22 noiembrie 2003 |
| 9  | „Regrete” „Kokoro Nokori” (心のこり)                                                     | 29 noiembrie 2003 |
| 10 | „Stele reziduale” „Kuzuboshi no Sora” (屑星の空)                                         | 6 decembrie 2003  |
| 11 | „Frontiere” „Baundarī Rain” (バウンダリー·ライン)                                        | 13 decembrie 2003 |
| 12 | „O simplă cerere” „Sasayaka naru Negai o” (ささやかなる願いを)                           | 20 decembrie 2003 |
| 13 | „Peisaj cu o rachetă” „Roketto no aru Fūkei” (ロケットのある風景)                        | 10 ianuarie 2004  |
| 14 | „Punct de cotitură” „Tāningu Pointo” (ターニング·ポイント)                               | 17 ianuarie 2004  |
| 15 | „Lucrurile ei” „Kanojo no Baai” (彼女の場合)                                             | 24 ianuarie 2004  |
| 16 | „Aprindere” „Igunisshon” (イグニッション)                                                | 31 ianuarie 2004  |
| 17 | „Alesul” „Sore Yue no Kare” (それゆえの彼)                                               | 7 februarie 2004  |
| 18 | „Ziua ultimă a departamentului deșeurilor” „Deburi ka, Saigo no Hi” (デブリ課, 最期の日) | 14 februarie 2004 |
| 19 | „Finaluri mereu sunt…” „Owari wa Itsumo…” (終わりは いつも…)                             | 21 februarie 2004 |
| 20 | „Dubii și mai multe dubii” „Tamerai Gachi no” (ためらいがちの)                           | 28 februarie 2004 |
| 21 | „Oglinda Tandem” „Tandemu Mirā” (タンデム·ミラー)                                        | 6 martie 2004     |
| 22 | „Revelare” „Bakuro” (暴露)                                                               | 13 martie 2004    |
| 23 | „Deșeuri în voia valurilor” „Deburi no Mure” (デブリの群れ)                              | 20 martie 2004    |
| 24 | „Dragoste” „Ai” (愛)                                                                     | 3 aprilie 2004    |
| 25 | „Persoana dispărută” „Madoibito” (惑い人)                                                | 10 aprilie 2004   |
| 26 | „Și zilele care se traversează…” „Soshite Meguri au Hibi” (そして巡りあう日々)           | 17 aprilie 2004   |